# Paul de Leeuw
Paul de Leeuw (Róterdam, 26 de marzo de 1962) es un cantante, artista de cabaret y presentador de televisión neerlandés. En 1990 comenzó su primer programa de televisión, De Schreeuw van de Leeuw (El chillido del León). Se casó con Stephan Nuger y adoptaron dos niños.